# Грэм, Сильвестер
Сильвестер Грэм (англ. Sylvester Graham; 5 июля 1794 — 11 сентября 1851) — американский пресвитерианский священнослужитель и диетолог-реформатор. Был убеждённым вегетарианцем и сторонником движении за трезвость, пропагандировал употребление цельнозернового хлеба. Изобрёл муку Грэма, хлеб Грэма и крекер Грэма.
В США известен как «отец вегетарианства».

## Детство и юность
Грэм родился в 1794 году в городе Саффилде (штат Коннектикут) в семье с 17 детьми у 70-летнего отца и душевнобольной матери. В возрасте двух лет Сильвестер потерял отца и жил у разных родственников. Один из его родственников управлял таверной, и Грэм в ней работал. Во время этой работы Сильвестер возненавидел пьянство и зарёкся пить, чем сильно отличался от сверстников. Он часто болел и пропустил много школьных уроков.
Грэм трудился сельскохозяйственным рабочим, уборщиком и учителем. Затем в 20 лет поступил в подготовительную школу Амхерстского колледжа, чтобы в будущем стать министром, как его отец и дед. Но он вынужден был уйти из неё из-за инспирированного одноклассниками скандала, что он ненадлежащим образом сблизился с женщиной. Однако во время этой учёбы проявился ораторский талант Грэма.
В результате исключения из подготовительной школы Грэм перенес нервный срыв и переехал в город Литл Комптон в штате Род-Айленд, чтобы восстановить здоровье. Там он познакомился и женился на женщине, которая кормила его для поправки здоровья. Он изучил богословие в частном порядке и в 1828 году начал работать в качестве странствующего проповедника пресвитерианской церкви в Баунд-Бруке (англ., штат Нью-Джерси).

## Карьера
В 1830 году Грэм принял предложенную ему должность в Обществе трезвости Филадельфии (англ. Philadelphia Temperance Society). Через шесть месяцев он оставил эту должность, чтобы сосредоточиться на проповедях о здоровье.
Грэм перешёл на вегетарианство во время европейской эпидемии холеры 1829−1851 годов, когда американцы были напуганы угрозой распространения эпидемии на территорию США. Врачи того времени считали, что лучшим способом защититься от заражения холерой было есть много мяса, пить портвейн и избегать употребления овощей. Среди населения было распространено мнение о холере как о посланном богом наказании.
Обществом трезвости Филадельфии руководили врачи, а не священники, в отличие от большинства обществ трезвости того времени. Эти врачи в первую очередь были обеспокоены последствиями для здоровья от употребления алкоголя. Работая в этом обществе, Грэм мог встретить двух других отцов американского вегетарианства: Уильяма Меткалфа, английского министра, который основал вегетарианскую церковь в Филадельфии, и Уильяма Олкотта, филадельфийского врача, который писал о вегетарианстве и написал первую американскую вегетарианскую кулинарную книгу.
Грэм сам преподавал физиологию и, видимо, пришел к собственному выводу, что мясо было таким же стимулом к обжорству, как и алкоголь, что они испортили тело и душу людей, что алкоголь и мясо вредят семьям и обществу. На его веру повлиял «Трактат о физиологии» Франсуа Бруссе, опубликованный в Филадельфии в 1826 году, автор которого утверждал, что пища имеет огромное влияние на здоровье людей. Также Грэм был заинтересован книгой «Трактат о фальсификации продуктов питания и кулинарных ядах» немецкого химика Фридриха Аккума, в которой тот осудил использование химических добавок в продуктах питания и особенно в хлебе, а также его «Трактатом об искусстве создания хорошего и сытного хлеба». Пшеничная мука в то время часто обрабатывалась химикатами с целью скрыть запах от порчи и отбелить её. Также хлеб был сделан из муки очень мелкого помола, который Грэм считал «пыткой» и пивных дрожжей.
Как и большинство членов движения трезвости, Грэм относился к физическим удовольствиям, особенно к сексуальной стимуляции, с подозрением. Он считал, что они возбуждают похоть и вредят людям, семьям и обществу. Грэм был под сильным влиянием Библии и христианского богословия на его собственный идиосинкразическом (особенный) манер. Он считал, что люди должны есть только растения, как Адам и Ева в Эдемском саду, и полагал, что чума и прочие болезни были вызваны тем, что люди живут, игнорируя законы природы. Он призвал людей сохранять спокойствие и не допускать беспокойства или желания бросить правильную жизнь. Возможно, он был одним из первых людей, которые утверждали, что стресс приводит к болезням.
Из этих взглядов Грэм создал своё религиозное учение и диету, направленную на сохранение людей, семей и общества чистыми и здоровыми. Его идеи — пить чистую воду и питаться по вегетарианской диете. Основой диеты Грэма стал домашний хлеб из муки грубого домашнего помола, здоровый и естественный, не содержащий добавленных специй или других «стимуляторов». Кроме того, по Грэму нужно было соблюдать строгий образ жизни, который включал сон на жестких кроватях и запрет на мытьё в теплой ванне. Его рекомендации были описаны как ранний пример профилактической медицины. Упор на помол и выпечку дома был частью его видения Америки, в котором женщина сидела дома и поддерживала здоровье семьи подобно тому, как его собственная жена делала это для него. Грэм считал, что такая диета будет препятствовать появлению у людей нечистых мыслей и остановит мастурбацию (которая, как думал Грэм, приводила к слепоте и ранней смерти). Его «On Self-Pollution», опубликованная в 1834 году, способствовала распространению страха перед мастурбацией в довоенной Америке. Грэм считал юношеский онанизм опасным для здоровья детей из-за незрелости их репродуктивных органов.
Грэм был опытным и пламенным проповедником, и его своеобразное сообщение, сочетающее патриотизм, богословие, диету, образ жизни и сообщения, уже распространённые движением трезвости, привлекли внимание напуганного общества и возмущённых пекарей и мясников, а также медицинских учреждений. Когда эпидемия холеры достигла Нью-Йорка в 1832 году, люди, которые следовали советам Грэма, казалось, процветали, и его слава вспыхнула. Когда в 1837 году он опубликовал свою первую книгу «Трактат о хлебе и хлебопечении», на его лекциях в Нью-Йорке и Бостоне было столпотворение. Бостонская лекция была сорвана из-за угрозы беспорядков со стороны мясников и пекарей.
«Грэмонизм» стал движением по мере распространения славы Грэма. Люди, вдохновленные его проповедью, стали разрабатывать и продавать муку Грэма, хлеб Грэма и крекер Грэма. Сам он не придумал и не одобрил какой-либо конкретный продукт и не получил никаких денег от их продажи. Идеи Грэма оказали влияние на многих американцев, в том числе на Джона Харви Келлогга, основателя Санатория Батл Крик, и на Хораса Грили.
Американское физиологическое общество
В 1837 году полковник Джон Бенсон, Сильвестер Грэм и Уильям Олкотт основали в Бостоне Американское физиологическое общество (англ. American Physiological Society, APS) для пропаганды грэмонизма, которое просуществовало всего три года. Первым президентом общества был Олкотт. Через год общество сообщило о численности в 251 человек, в числе которых были 93 женщины. Это общество не следует путать с основанным в 1887 году Американским физиологическим обществом.
Лора Дж. Миллер прокомментировала, что Американское физиологическое общество было «наиболее заметной ассоциацией, пропагандирующей принципы натурального питания, пока в 1850 году не было основано Американское вегетарианское общество». Многие члены Общества страдали хроническими заболеваниями и становились вегетарианцами. Его назвали «вероятно, первой исключительно вегетарианской организацией в США». Также это общество — первая американская организация естественной гигиены. Заметным членом APS стала Мэри Гоув Николс, она читала женщинам лекции о здоровье.
В 1837 году С. Грэм и Дэвид Кэмбелл основали «Грэмовский журнал здоровья и долголетия» (англ. The Graham Journal of Health and Long). Он был «предназначен для иллюстрации фактами и поддержания разумом и принципами науки человеческой жизни, как учит Сильвестр Грэм». Редактором журнала был секретарь APS Дэвид Кэмпбелл (англ. David Campbell, также встречается написание его фамилии Cambell), всего вышло вышло пять томов.
В 1840 журнал был объединён с журналом Олкотта «Библиотека здоровья» (англ. Library of Health)
Американское вегетарианское общество
В 1850 году Уильям Меткалф, Уильям Олкотт, Рассел Трэл и С. Грэм основали в Нью-Йорке Американское вегетарианское общество. Американское общество было построено по образцу Вегетарианского общества, созданного в Великобритании в 1847 году.

## Смерть
Грэм умер в возрасте 57 лет у себя дома в Нортгемптоне (штат Массачусетс). Его смерть стала источником критики его идей и спекуляций. Историк Стивен Ниссенбаум писал, что Грэм умер «после нарушения собственных строгостей, приняв ликёр и мясо в последней отчаянной попытке восстановить своё здоровье».
Рассел Тралл, побывавший у Грэма, отметил, что тот отошёл от строгой вегетарианской диеты и по назначению врача ел мясо для увеличения кровообращения. Тралл писал, что перед смертью Грэм сожалел об этом решении и «полностью и искренне верил в теорию растительного питания, как объяснялось в его работах».
После смерти Грэма вегетарианцы дистанцировались от грэмонизма. Однако его идеи широко распространились в XX веке.
Продовольственные историки называют Грэма одним из самых ранних модных диетологов в Америке.